# Schuldvordering
De schuldvordering is volgens het burgerlijk recht in België en Nederland het recht van de schuldeiser om een prestatie te eisen van zijn schuldenaar. Deze prestatie kan bestaan uit iets te doen, iets niet te doen of iets te geven. Het omgekeerde van een schuldvordering is een schuld. 
De schuldvordering kan zowel het gevolg zijn van een contractuele als een buitencontractuele relatie.
In het strafrecht spreekt men niet over een schuldvordering, maar  over een strafvordering die ontstaat door het plegen van het misdrijf. Het Openbaar Ministerie heeft het monopolie op het uitoefenen van de strafvordering. Dit belet evenwel niet dat er bij misdrijven met slachtoffers een schuldvordering kan ontstaan in hoofde van het slachtoffer jegens de dader.